# Municipio de Galien
El municipio de Galien (en inglés: Galien Township) es un municipio ubicado en el condado de Berrien en el estado estadounidense de Míchigan. En el año 2010 tenía una población de 1452 habitantes y una densidad poblacional de 25,42 personas por km².

## Geografía
El municipio de Galien se encuentra ubicado en las coordenadas 41°47′28″N 86°30′53″O / 41.79111, -86.51472. Según la Oficina del Censo de los Estados Unidos, el municipio tiene una superficie total de 57.12 km², de la cual 56,92 km² corresponden a tierra firme y (0,35 %) 0,2 km² es agua.

## Demografía
Según el censo de 2010, había 1452 personas residiendo en el municipio de Galien. La densidad de población era de 25,42 hab./km². De los 1452 habitantes, el municipio de Galien estaba compuesto por el 97,11 % blancos, el 0,62 % eran afroamericanos, el 0,55 % eran amerindios, el 0,21 % eran asiáticos, el 0,07 % eran de otras razas y el 1,45 % eran de una mezcla de razas. Del total de la población el 1,17 % eran hispanos o latinos de cualquier raza.